# Дефоре, Луи-Рене
Луи-Рене Дефоре (фр. Louis-René des Forêts; 28 января 1918, Париж — 30 декабря 2000, Париж) — французский писатель.

## Сочинения Луи-Рене Дефоре в оценке критиков
Я бы сказал, что писание — это действие, совершаемое во мне кем-то, кто говорит в расчете на того, кто, находясь внутри меня же, слушает. Однако для этих двоих, каждый из которых радикально исключает другого, в то же время исключена и возможность быть причастным к моему личному «я», выражающее эту двойственность, и может быть только «я», утратившим себя, а его язык — лишь изобличать двусмысленные отношения между непримиримыми членами пары. В тех моих рассказах, что выстраиваются вокруг этой стержневой темы, дано в гиперболизированной форме описание бешеной попытки человека восстановить своё утраченное единство: поединок, который он безуспешно ведет с самим собой в надежде отыскать точку равновесия, находит выражение в двоящемся монологе, где голос рассказчика временами сменяется, как кажется, голосом его антагониста.

В России Луи-Рене Дефоре практически неизвестен, на Западе — прежде всего во Франции, но не только, — этого автора знают хорошо, хотя он никогда не был знаменит; его известность росла медленно и на протяжении почти всей его жизни ограничивалась пусть не самым узким, но все же замкнутым кругом писателей, философов, историков литературы.
Начало серьёзному обсуждению произведений Дефоре положил Морис Бланшо. В эссе «Пустые слова» (1963) рассматривается главным образом антитеза правды и лжи, организующая тексты Дефоре, родственная антитезе молчания и речи, и отчасти заданная ею. Бланшо сосредоточился в своем анализе на всепроникающем самоотрицании, свойственном письму Дефоре и предающем его художественному миру особое качество ирреальности.

«Болтун» зачаровывает, хотя здесь нет волшебного элемента… Для людей нашего времени, далекого от всякой наивности, эта повесть является аналогом «истории с привидением». В ней есть что-то призрачное, есть в ней и некоторое внутреннее движение, порождающее одну за другой все эти призрачные картины… Это настоящий рассказ о привидении, где само привидение отсутствует; важно, однако, что читатель не может оставаться равнодушным к подобному отсутствию: ему нужно либо с ним согласиться, либо его отрицать, либо, соглашаясь с ним, отрицать самого себя в этой непрестанной смене притяжения и отталкивания, из которой ему не удается выйти целым и невредимым. Ведь в ходе чтения нами завладевает не тот или иной ирреальный образ, а ирреальность всех образов без исключения — настолько всеобъемлющая, что к ней оказываются причастными и рассказчик, и читатель, и, наконец, автор. В этом пространстве, где каждое событие то ли происходит, то ли нет, нельзя не усомниться даже в том, пуста ли пустота.
Это нигилизм вымысла, сведенного к своей сути, практически не отделенного от собственной пустоты и от двусмысленности этой пустоты, — совсем не тот нигилизм, что внушает нам спокойную уверенность во всевластии небытия, но нигилизм иного свойства, который побуждает нас, страстно желающих истинного, прилепляться душой к страстно желающих истинного, прилепляться душой к тому, что не истинно, к этому пламени, не дающему света. То есть к «письму», к тщетным, «пустым» словам, всегда оставляющим нас ни с чем…

Повесть Дефоре «Болтун», пишет Бланшо, вселяет в нас тревогу «Не потому что она отражает в символической форме тотальное пустозвонство, присущее нашему миру, а потому, что дает почувствовать: мы не просто втянуты в это движение, но и наше намерение из него вырваться, и притязание на то, что нам это удалось, заведомо включены в него же; почувствовать, что эта пронизанность слов немотою, а молчания — словами, указывают, возможно, на истину всякого языка. Не исключено, что эти два занятия, бесконечно далекие друг от друга, таковы, что чем более они приближаются к собственной сути, то есть к своему центру, то есть к отсутствию всякого центра, тем более становятся при всем своем бесконечном различии неразличимыми.»
Другой крупный исследователь сочинений Дефоре — Ив Бонфуа — предложил коррективы к построениям Мориса Бланшо. Бонфуа подчеркивает тему, просматривающуюся во всех произведениях Дефоре, — детский надлом, воспоминание о материнском даре любви, рождающее чувство ностальгии и нехватки; тот момент, когда ребёнок уже осваивает язык, когда слова начинают заслонять вещи и позволяют составить из частных, вычленяемых аспектов мира мечту, этот мир подменяющую, — отсюда замыкание в миражах, одиночество, разрыв с другими и в конечном счете с самим собой. В современной культуре язык принципиально изменил свою функцию: в нём более не видят отпечатка божественного присутствия, которое в прошлом ограничивало значение любых мечтаний; теперь коллективное знание простых вещей, характерное для мифологической картины мира, заменено логико-понятийным, дробящим и неизбежно обедняющим подходом к реальности. Наш век — это век слов и химер, порождаемых словами, век вымысла.
Отдельно следует отметить роль цитирования других авторов в произведениях Дефоре: Бретон, М. Лейрис, Арагон, Кафка, Фолкнер, Хемингуэй, Генри Миллер, Дос Пассос, Бальзак, Де Квинси, Сартр, Бланшо, Батай, Ремизов, Жув, Достоевский, Клейст и даже Маркс и Энгельс.
Как пишет Жан Рудо, цитаты в «Болтуне» играют прямо противоположную роль, чем та, к которой мы привыкли, — они не скрепляют, а разрывают текст; цитата намекает на то, что в нём, возможно, недосказано, но одновременно дает расслышать внутри голоса, который читатели считают аутентичным и ответственным за то, что говорится, иные, подчас противоречащие ему голоса.
Как добавляет переводчик Дефоре на русский язык Марк Гринберг: и неопознанные цитаты создают особый фон восприятия — гул, смущающий читателя, заражающий его чувством тревожного балансирования между первичным и вторичным. Размыкая свой текст в бесконечность мировой литературы, а в пределе — стирая грань между нею и ещё более широким универсумом языка, между личным и общим, своим и чужим, Дефоре использует это средство для достижения своей цели — втянуть читателя в «головокружение» и тем сильнее подчеркнуть не столько иллюзорность и несерьезность той «пленительной и стремительной игры письма», сколько реальность и серьёзность задач, стоящих перед игроком.
Своеобразие Дефоре состоит в том, что он не только предчувствовал кризис, обусловленный «поворотом к языку», «смертью автора» и подобными концепциями, — эта интуиция отчетливо выражена уже в повести «Болтун» (1946), написанной до того, как они оформились, — но попытался нащупать путь к его преодолению. Путь рискованный и в то же время глубоко честный: писатель отказался от упрощающего отрицания новых концепций и уподобился врачу, привившему себе болезнь; он сумел вживить критическую рефлексию в самую ткань своих стихов и прозы. Луи-Рене Дефоре выделяется тем, как искусно он включил эту рефлексию в самую ткань своих произведений, сделав их чем-то вроде калейдоскопа фантасмагорий на свету яви, как тонко сумел подорвать машинерию литературного письма изнутри её же средствами, используя игру подлинного и мнимого, единства и множественности, правды и лжи. Суровый ум Дефоре не склонен довольствоваться чистым отрицанием, в сердцевине луковичных одежек, которые он одну за другой сбрасывает с «литературы», мы находим не разрушенное и атомизированное «я», а новый опыт концентрации этого «я» на границах опустошенного литературного пространства, опыт любви и стремления к полноте отношений с другим.

## Премии
- Премия Критики за сборник рассказов «Детская комната» (1960)
- Премия Метерлинка (1988)
- Большая Национальная Литературная премия «за творчество в целом» (1991)
- Премия Валери Ларбо (1997)

## Русскоязычные издания
- Дефоре Луи-Рене. Болтун. Детская комната. Морские мегеры / Пер. с французского М. Гринберга. — СПб.: Издательство Ивана Лимбаха, 2007. — 384 с., ил.
- Дефоре Луи-Рене. Ostinato. Стихотворения Самюэля Вуда / Пер. с фр. М. Гринберга. — СПб.: Изд-во Ивана Лимбаха, 2013. — 336 с.